# Ministère de la Famille, de la Femme, de l'Enfance et des Seniors
Le ministère des Affaires de la femme (arabe : وزارة شؤون المرأة), officiellement appelé ministère de la Famille, de la Femme, de l'Enfance et des Seniors (arabe : وزارة الأسرة والمرأة والطفولة وكبار السن), est le ministère tunisien chargé de la population féminine tunisienne.

## Établissements sous tutelle
- Centre de recherches, d'études, de documentation et d'information sur la femme

## Ministre
Le ministre des Affaires de la femme est nommé par le président de la République sur proposition du chef du gouvernement. Il dirige le ministère et participe au Conseil des ministres.

### Historique
La ministre actuelle est Asma Jebri, titulaire du portefeuille dans le gouvernement Madouri/Zaafrani, depuis le 25 août 2024.

### Liste
| Image | Nom                                                    | Parti        |  | Gouvernement                                         | Début du mandat   | Fin du mandat    |
| ----- | ------------------------------------------------------ | ------------ |  | ---------------------------------------------------- | ----------------- | ---------------- |
|       | Fethia Mzali (Famille et Promotion de la femme)        | PSD          |  | Gouvernement Mohamed Mzali                           | 1er novembre 1983 | 23 juin 1986     |
|       | Néziha Mezhoud (Affaires de la femme et de la Famille) | RCD          |  | Gouvernement Karoui                                  | 6 août 1993       | 27 mars 1995     |
|       | Néziha Zarrouk                                         | RCD          |  | Gouvernement Karoui Gouvernement Ghannouchi I        | 27 mars 1995      | 8 octobre 2001   |
|       | Néziha Ben Yedder                                      | RCD          |  | Gouvernement Ghannouchi I                            | 8 octobre 2001    | 11 novembre 2004 |
|       | Saloua Ayachi Labben                                   | RCD          |  | Gouvernement Ghannouchi I                            | 11 novembre 2004  | 3 septembre 2007 |
|       | Sarra Kanoun Jarraya                                   | RCD          |  | Gouvernement Ghannouchi I                            | 3 septembre 2007  | 15 janvier 2010  |
|       | Bebia Chihi                                            | RCD          |  | Gouvernement Ghannouchi I                            | 15 janvier 2010   | 17 janvier 2011  |
|       | Lilia Labidi                                           | Indépendante |  | Gouvernement Ghannouchi II Gouvernement Caïd Essebsi | 17 janvier 2011   | 24 décembre 2011 |
|       | Sihem Badi                                             | CPR          |  | Gouvernement Jebali Gouvernement Larayedh            | 24 décembre 2011  | 29 janvier 2014  |
|       | Saber Bouatay                                          | Indépendant  |  | Gouvernement Jomaa                                   | 29 janvier 2014   | 6 février 2015   |
|       | Samira Merai                                           | Afek Tounes  |  | Gouvernement Essid                                   | 6 février 2015    | 27 août 2016     |
|       | Néziha Labidi                                          | Indépendante |  | Gouvernement Chahed                                  | 27 août 2016      | 27 février 2020  |
|       | Asma Shiri                                             | Indépendante |  | Gouvernement Fakhfakh                                | 27 février 2020   | 2 septembre 2020 |
|       | Imen Houimel                                           | Indépendante |  | Gouvernement Mechichi                                | 2 septembre 2020  | 11 octobre 2021  |
|       | Amel Moussa Belhaj                                     | Indépendante |  | Gouvernement Bouden/Hachani/Madouri                  | 11 octobre 2021   | 25 août 2024     |
|       | Asma Jebri                                             | Indépendante |  | Gouvernement Madouri/Zaafrani                        | 25 août 2024      | en cours         |

### Secrétaires d'État
- 1992-1995 : Nebiha Gueddana
- 2002-2004 : Saloua Ayachi Labben
- 2004-2007 : Sarra Kanoun Jarraya
- 2014-2015 : Neila Chaabane